# Малый Вьюк (приток Вьюка)
Малый Вьюк — река в России, протекает по Верхнекамскому району Кировской области. Устье реки находится в 4 км по правому берегу реки Вьюк. Длина реки составляет 12 км.
Река вытекает из болота Вьюкское на Верхнекамской возвышенности близ точки, где сходятся Кировская область, Пермский край и Республика Коми в 25 км к северо-западу от деревни Картасик. Исток лежит на водоразделе Волги и Северной Двины, рядом берёт начало река Боровой Ныдыбец. Малый Вьюк течёт на юго-восток, всё течение проходит по ненаселённому лесу.

## Данные водного реестра
По данным государственного водного реестра России относится к Камскому бассейновому округу, водохозяйственный участок реки — Кама от истока до водомерного поста у села Бондюг, речной подбассейн реки — бассейны притоков Камы до впадения Белой. Речной бассейн реки — Кама.
Код объекта в государственном водном реестре — 10010100112111100001280.